# سفارة كوريا الجنوبية في كرواتيا
سفارة كوريا الجنوبية في كرواتيا هي أرفع تمثيل دبلوماسي لدولة كوريا الجنوبية لدى كرواتيا. تقع السفارة في زغرب وهي تهدف لتعزيز المصالح الكورية جنوبية في كرواتيا.

## وصلات خارجية
- قائمة سفارات كوريا الجنوبية
- قائمة السفارات في كرواتيا